# Eucalyptus laevopinea
Eucalyptus laevopinea är en myrtenväxtart som beskrevs av Ralph Baker. Eucalyptus laevopinea ingår i släktet Eucalyptus och familjen myrtenväxter. Inga underarter finns listade i Catalogue of Life.